# Bläddrejordloppa
Bläddrejordloppa (Longitarsus nigerrimus) är en skalbaggsart som först beskrevs av Leonard Gyllenhaal 1827.  Bläddrejordloppa ingår i släktet Longitarsus, och familjen bladbaggar. Arten är reproducerande i Sverige.